# Mountain Springs

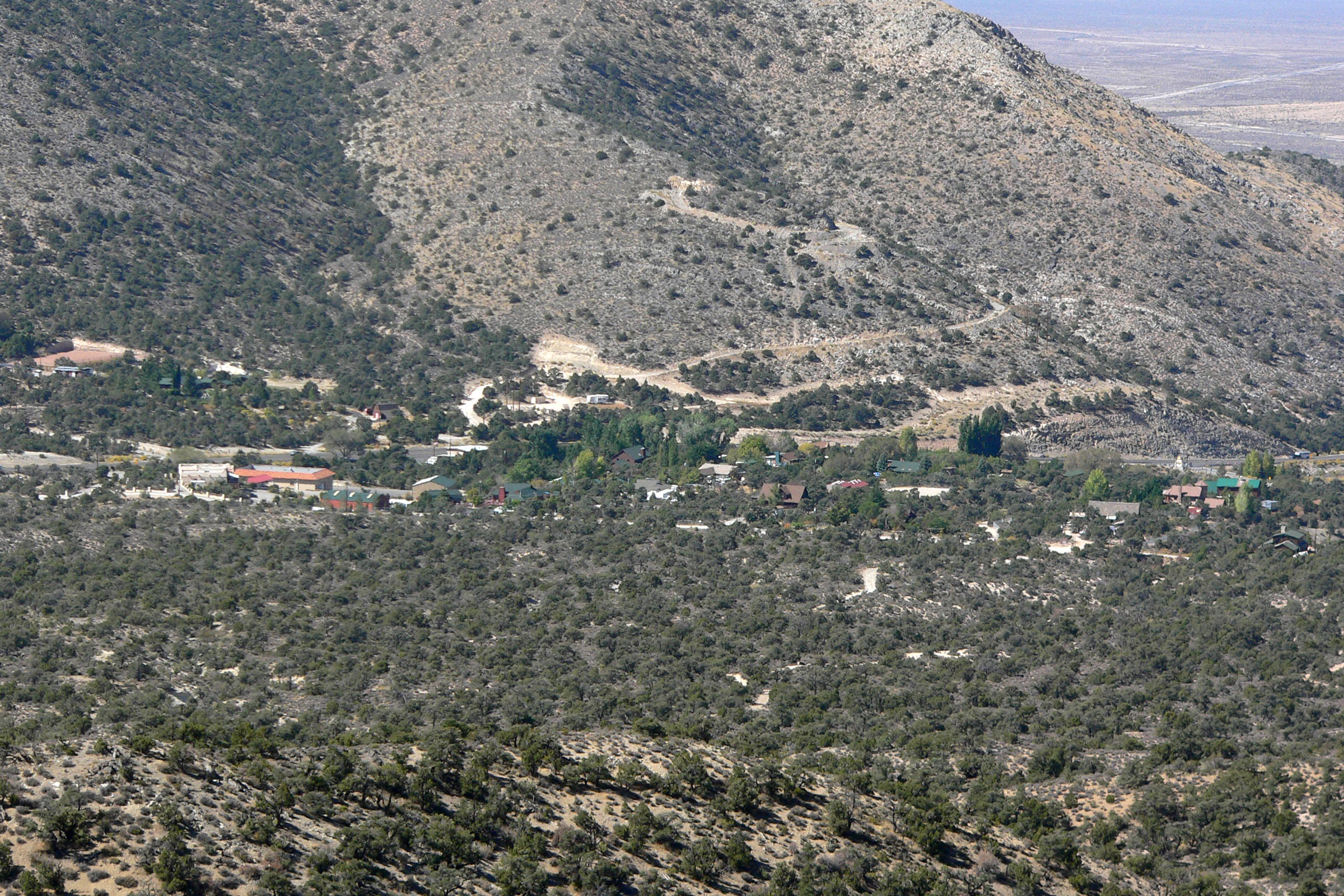
Vista de Mountain Springs

Mountain Springs é uma pequena comunidade não incorporada no condado de Clark no sul do Nevada.